# Cart1: I cartoni originali di Italia Uno
Cart1: I cartoni originali di Italia Uno è una raccolta di sigle di serie animate in onda su Italia 1 e su altre reti Mediaset nella stagione televisiva 2008/09 e nei primi mesi di quella successiva, pubblicata il 4 dicembre 2009.

## Tracce
1. Angel's Friends (testo: Antonio Divincenzo – musica: Danilo Bernardi, Giuseppe Zanca)
2. Biker Mice (testo: Lorenzo Maiani – musica: Goffredo Orlandi)
3. Blue Dragon (testo: Fabio Gargiulo, Max Longhi, Giorgio Vanni – musica: Max Longhi, Giorgio Vanni)
4. Tema di Cattivik (musica: Cristiano Macrì)
5. Dinosaur King (testo: Goffredo Orlandi – musica: Goffredo Orlandi)
6. Bakugan (testo: Graziella Caliandro – musica: Maurizio Bianchini, Graziano Pegoraro, Susanna Balbarani)
7. Gaiking (testo: Graziella Caliandro – musica: Enrico Francesco Santulli)
8. Grossology (testo: Graziella Caliandro – musica: Fausto Cogliati)
9. Vipo (musica: Vitros)
10. Hyou Senki (testo: Alessandra Valeri Manera – musica: Max Longhi, Giorgio Vanni)
11. Il segreto della sabbia (testo: Alessandra Valeri Manera – musica: Max Longhi, Giorgio Vanni)
12. Prince of Tennis (testo: Alessandra Valeri Manera – musica: Max Longhi, Giorgio Vanni)
13. Ma che melodia (testo: Cristina d'Avena – musica: Goffredo Orlandi)
14. Il raffreddore (musica: Vitros)
15. Idaten Jump (testo: Graziella Caliandro – musica: Danilo Bernardi, Giuseppe Zanca)
16. Iron Kid (testo: Antonio Divincenzo – musica: Cristiano Macrì)
17. Zorro generation Z (testo: Valeriano Chiaravalle – musica: Valeriano Chiaravalle)
18. Yu-Gi-Oh! Duel Runner (testo: Fabio Gargiulo, Max Longhi, Giorgio Vanni – musica: Max Longhi, Giorgio Vanni)
19. Principesse gemelle (testo: Cristina D'Avena – musica: Max Longhi, Giorgio Vanni)
20. Gadget e i Gadgettini (testo: Alessandra Valeri Manera – musica: Max Longhi, Giorgio Vanni)

## Interpreti
| Interprete         | Titolo |
| ------------------ | --- |
| Cristina d'Avena   | Angel's Friends, Blue Dragon, Il segreto della sabbia, Prince of tennis, Ma che melodia, Principesse gemelle, Gadget e i Gadgettini |
| Giorgio Vanni      | Blue Dragon, Hyou Senki,Yu-Gi-Oh! Duel Runner                                                                                       |
| Antonio Divincenzo | Biker Mice, Dinosaur King, Idaten Jump, Iron Kid                                                                                    |
| Susanna Balbarani  | Bakugan |
| Silvio Pozzoli     | Gaiking |
| Fabio Ingrosso     | Grossology |
| Giacinto Livia     | Zorro Generation Z |